# Jacques Abbadie
Jacques Abbadie (3. května 1654, Nay – 25. září 1727, Londýn) byl francouzský protestantský teolog a spisovatel. Titul doktora teologie získal již v sedmnácti letech po studiu na několika francouzských univerzitách.

## Život
Narodil se v Nay na jihu Francie jako třetí dítě Pierra Abbadie a Violente de Fortaner pravděpodobně v roce 1654. Titul doktora teologie získal již v sedmnácti letech po studiu na univerzitě v Puylaurens, Sedanu a Saumuru. V roce 1680 nebo 1581 se Abbadie přestěhoval z Paříže do Berlína, kde působil jako kněz reformované církve. Získal zde velký vliv na samotného braniborského kurfiřta Fridricha Viléma I., díky čemuž mohl lépe bojovat za práva francouzských protestantských uprchlíků do Německa. Po revokaci ediktu nantského v roce 1685 totiž emigrace protestantů z Francie do Německa prudce vzrostla. Abbadie se podílel na organizovaní útěků přes francouzské hranice zejména se své rodné provincie Béarn.
V roce 1685 hrál zásadní roli při vydání postupimského ediktu, kterým Fridrich Vilém nabídl všem francouzským protestantům svobodné a bezpečné bydlení v Braniborsku. V letech 1684, 1686 a 1688 Abbadie cestoval do Nizozemska, aby odtud do Braniborska přivedl řemeslníky na výstavbu manufaktur. Když v roce 1688 v Braniborsku zemřel Fridrich Vilém I., při nástupu Fridrich I. Pruského na braniborský trůn 13. června 1688 vykonal své poslední významné kázání v Braniborsku. Následně Abbadie doprovázel maršála Schomberga do Holandska, poté do Anglie a v roce 1689 do Irska, kde se věnoval psaní svých děl.
Po bitvě u Boyne v roce 1690 se Abbadie přestěhoval do Londýna. Později se však vrátil do Irska. Tam ho anglický král Vilém III. Oranžský v roce 1699 jmenoval Killaloským děkanem. Mezi lety 1720 a 1723 Abbadie pobýval v Amsterdamu, aby mohl dohlížet na tisknutí svých knih. V roce 1723 se navrátil do Irska. Brzy poté se ale usadil u Londýna v Marylebone, kde roku 1727 zemřel.

## Dílo
- Traité de la divinité de Jésus-Christ (1689)
- Traité de la vérité de la religion chrétienne
- L’art de se connaître soi-même